# Jęzor lodowcowy

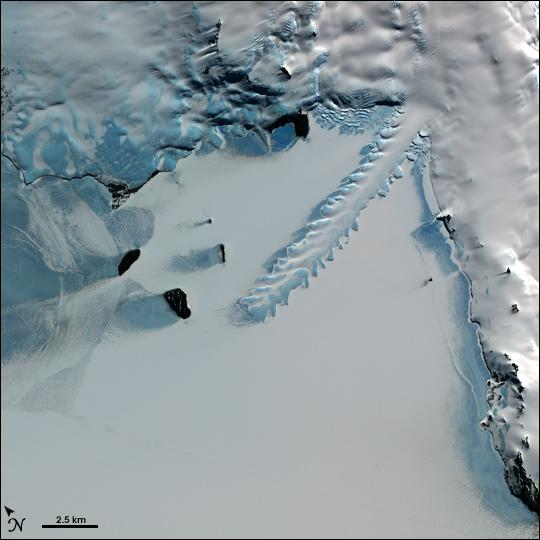
Pływający jęzor lodowcowy Erebusa u wybrzeża Wyspy Rossa

Jęzor lodowcowy, język lodowcowy – wydłużona, dolna część lodowca, gdzie przeważa proces ablacji, także niewielki, wąski występ czoła lodowca lub lądolodu. Ogromne masy lodu „wylewają” się w dół stoku. Jęzor lodowcowy położony na lądzie zazwyczaj jest zakończony rzeką lodowcową.
Inną formą są pływające jęzory lodowcowe, które występują tam, gdzie zlodowacone góry sąsiadują z morzem. Latem cieplejsza woda morska częściowo topi ich krawędzie, tworząc złożone kształty. Takie jęzory tworzą góry lodowe poprzez cielenie się lodowca. Należy do nich Lodowiec Drygalskiego na Antarktydzie.